# (21208) 1994 PW29
A (21208) 1994 PW29 a Naprendszer kisbolygóövében található aszteroida. Eric Walter Elst fedezte fel 1994. augusztus 12-én.